# Peter Kerekes
Peter Kerekes (* 3. dubna 1973, Košice) je slovenský dokumentarista, režisér, scenárista a producent.

## Život
Peter Kerekes absolvoval studium na Vysoké škole múzických umění (VŠMU), obor dokumentární režie v Bratislavě (1991–1998). O rok později zde začal působit jako doktorand a od roku 2003 jako pedagog.
Věnuje se především dokumentární tvorbě. První filmy natočil už během studia. Jeho režijním debutem byl 16minutový snímek Človek o knihe, kniha o človeku, který produkovala Slovenská televize. V roce 1996 natočil další 16minutový film Jozsef Balog, Príbenník v produkci VŠMU.
Třetí, 50minutový film, natočený v koprodukci společnosti ARS Media, Slovenské a České televize Ladomírske morytáty a legendy (1998) zachycuje subjektivní vzpomínky obyvatel obce Ladomirová.
Do kinodistribuce vstoupil až šestým filmem 66 sezón (2003), ke kterému napsal i scénář. Jde o dlouhometrážní dokument, který zachycuje 66 sezón Staré plovárny v Košicích. Příběh dějin plovárny rámují obrazové vzpomínky režiséra na jeho dědečka. Nostalgický nádech snímku doplňuje vyprávění jeho babičky.
V roce 2004 a 2005 následovaly snímky Helpers a Pomník. Dokument Helpers je epizodou mezinárodního projektu Přes hranice, Über die Grenze – Fünf Ansichten von Nachbarn, v níž se pět režisérů pokusilo zobrazit zkušenosti nových členů Evropské unie, zejména ve vztahu ke starému členskému státu – Rakousku. Dokument Pomník je součástí 10dílného projektu Pomníky – staronová tvář Evropy, který vznikal po připojení nových států do Evropské unie. Každý díl představuje danou zemi prostřednictvím příběhu pomníku. Slovenský dokument vypráví příběh o maketě pomníku partyzánům, kterou kdysi filmaři zapomněli rozebrat, a ta se tak stala skutečnou vzpomínkou na hrdinství bojovníků.
V roce 2008 dokončil Kerekes druhý dlouhometrážní dokument Jak se vaří dějiny, jehož hrdiny jsou vojenští kuchaři z různých koutů Evropy. Film získal Zvláštní cenu poroty na MF dokumentárních filmů Hot Docs Toronto. Dokumentární snímek Svatba a rozvod z rozumu (2013) vznikl v rámci česko-slovenského koprodukčního projektu Colnica, který vznikl u příležitosti 20 let existence samostatných států.
V roce 2018 natočil Kerekes dokument BATAstories (česky Baťa, první globalista), který vznikl v koprodukci České televize a francouzsko-německé televizní stanice ARTE. Dokument představuje osobnosti Tomáše Bati i Jana Antonína Bati, jejich názory a hodnoty, spojující v sobě silný individualismus, dravé kapitalistické podnikání a zároveň silné sociální cítění. Vychází z historických faktů, ale i výpovědí bývalých zaměstnanců baťovských továren. Zobrazuje také život baťovských pokračovatelů na čtyřech kontinentech.

## Dokumenty
- 1994 – Človek o knihe, kniha o človeku
- 1996 – O troch dňoch v Jasovskom kláštore
- 1996 – Balog Jozsef, Príbenník 66'
- 1998 – Ladomírske morytáty a legendy (TV film)
- 2003 – 66 sezón
- 2004 – Helpers v rámci Über die Grenze – Fünf Ansichten von Nachbarn
- 2005 – Pomník, ktorý nebol, v rámci Pomníky – staronová tvář Evropy (TV seriál)
- 2008 – Ako sa varia dejiny
- 2009 – Brno 1969 (TV film)
- 2010 – Čo by keby (TV seriál)
- 2011 – Zamatoví teroristi (TV film)
- 2013 – Svadba a rozvod z rozumu
- 2015 - Herec: Ivan Mistrík
- 2018 - BATAstories (česky Baťa, první globalista)

## Ocenění
- 1996 Cena za nejlepší dokument na festivalu studentských filmů Áčko v Bratislavě (za filmy Balog Jozsef, Príbenník 66 )
- 1996 Grand Prix na MFF Mediawave v Győru (za filmy Balog Jozsef, Príbenník 66 )
- 1997 Nejlepší dokument na Studentfilmtage Potsdam-Babelsberg v roce 1997 (za film O troch dňoch v Jasovskom kláštore)
- 2000 Cena UNESCO (Paříž 2000) (za film Ladomirovské morytáty a legendy)
- 2000 Grand Prix U.R.T.I. Monte Carlo (za film Ladomirovské morytáty a legendy)
- 1999 Stříbrná holubice na festivalu dokumentárních a animovaných filmů v Lipsku (1999) (za film Ladomirovské morytáty a legendy)
- 1998 Cena slovenské filmové kritiky, Strieborný kľúč na Art film Festivalu v Trenčianských Teplicích (za film Ladomirovské morytáty a legendy)
- 2003 Cena za nejlepší středoevropský film na MFDF v Jihlavě (za film 66 sezón)
- 2004 Cena za nejlepší evropský film na MFF v Syrakusech (USA) (za film 66 sezón)
- 2004 Grand Prix na Mediawave v Maďarsku (2004) (za film 66 sezón)